# 존 윌리엄스 (양궁 선수)
존 체스터 윌리엄스(John Chester Williams, 1953년 9월 12일~)는 전 미국의 양궁 선수이다.
펜실베이니아주 크레인스빌에서 태어나 노스웨스턴 고등학교를 졸업하였다. 1971년 세계 타이틀을 우승한 후, 1972년 뮌헨 올림픽에 나가 개인전에서 금메달을 획득하였다. 그 일은 52년 만에 첫 올림픽 양궁 메달이었다.
그는 클래런스 포크스의 코치를 받았다.
2003년 국립 양궁 협회는 그에게 스포츠에 현저하고 공훈있는 서비스의 공헌으로 J. 모리스 톰슨 상을 내렸다. 그의 모교의 로비에는 존 윌리엄스에게 경의를 표하는 명판이 있다.